# Марсель Пінель
Марсель Пінель (фр. Marcel Pinel; нар. 8 липня 1908, Онфлер, Кальвадос, Нижня Нормандія, Франція — пом. 18 березня 1968, Онфлер) — французький футболіст, що грав на позиції півзахисника. Учасник першого чемпіонату світу.

## Спортивна кар'єра
1925 року перейшов до «Ред Стару» зі складу іншого столичного клуба — «Стад Франсе». Найвідомішим гравцем того складу був Поль Ніколя — учасник трьох футбольних турнірів на Олімпійських іграх. В сезоні 1927/28 «Червона зірка» здобула національний кубок, але у фінальному матчі проти «Серкль Атлетіка» Пінель не брав участі.
У складі національної команди дебютував 11 травня 1930 року. У Коломбі французи зазнали мінімальної поразки від збірної Чехословаччини (2:3). У господарів поля відзначилися П'єр Корб і Едмон Дельфур, у гостей — Йозеф Коштялек, Йозеф Сильний і Франтішек Юнек. Через тиждень, на тому самому стадіоні, поступилися шотландцям з рахунком 0:2. 18 травня, завдяки двом забитим м'ячам Марселя Пінеля, збірна Франції здобула перемогу над командою Бельгії. За результатами трьох товариських матчів потрапив до заявки на світову першість в Уруграї.
На турнір приїхали лише чотири європейських збірних: Бельгії, Румунії, Франції й Югославії. У стартовому матчі групи «А» французи здобули переконливу перемогу над збірною Мексики (4:1). На 19-й хвилині Люсьєн Лоран відкрив рахунок у грі, наприкінці першого тайму Марсель Ланжіє його подвоїв, а в другій половині Андре Машіно зробив «дубль». Але в наступних поєдинках зазнали мінімальних поразок від збірних Аргентини і Чилі. У підсумку третє місце, а переможці групи — аргентинці — дійшли до фіналу, де поступилися господарям змагання.
Останній матч в національній команді провів 7 грудня. На третій хвилині відкрив рахунок у грі з бельгійцями, а в другому таймі поновив рівновагу (2:2).
У 1932 році була заснована професіональна ліга. В дебютному сезоні «Ред Стару» не вдалося закріпитися серед найсильніших і наступний чемпіонат Пінель з партнерами провели у другому дивізіоні. Друга спроба в чемпіонаті 1934/35 була вдалою — 12 місце. Цей сезон став останнім у футбольній кар'єрі Марселя Пінеля.

## Статистика
Чемпіонат світу 1930 року:
| група «А» 13 липня 1930 |

| Франція                        | 4 — 1 | Мексика       |
| ------------------------------ | ----- | ------------- |
| Лоран 19', 40' Машіно 43', 87' | Звіт  | Карреньйо 70' |

| «Естадіо Посітос» (Монтевідео) Глядачів: 4 444 |

Франція: Алексіс Тепо, Марсель Ланжіє, Александр Віллаплан (), Ернест Лібераті, Андре Машіно, Етьєн Маттле, Марсель Пінель, Люсьєн Лоран, Марсель Капелль, Огюстен Шантрель, Едмон Дельфур. Тренер — Рауль Кодрон.
Мексика: Оскар Бонфільйо, Хуан Карреньйо, Рафаель Гутьєррес (), Хосе Руїс, Альфредо Санчес, Луїс Перес, Іларіо Лопес, Діонісіо Мехія, Феліпе Росас, Мануель Росас, Ефраїн Амескуа. Тренер — Хуан Луке.
| група «А» 15 липня 1930 |

| Аргентина | 1 — 0 | Франція |
| --------- | ----- | ------- |
| Монті 81' | Звіт  |         |

| «Естадіо Парк Сентрал» (Монтевідео) Глядачів: 23 409 |

Аргентина: Анхель Боссіо, Франсіско Варальйо, Хосе Делья Торре, Луїс Монті, Хуан Еварісто, Маріо Еварісто, Мануель Феррейра (), Роберто Черро, Рамон Муттіс, Наталіо Перінетті, Педро Суарес. Тренер — Франсіско Оласар.
Франція: Алексіс Тепо, Ернест Лібераті, Андре Машіно, Етьєн Маттле, Марсель Пінель, Марсель Ланжіє, Александр Віллаплан (), Люсьєн Лоран, Марсель Капелль, Огюстен Шантрель, Едмон Дельфур. Тренер — Рауль Кодрон.
| група «А» 19 липня 1930 |

| Чилі         | 1 — 0 | Франція |
| ------------ | ----- | ------- |
| Субіабре 65' | Звіт  |         |

| «Естадіо Сентенаріо» (Монтевідео) Глядачів: 2 000 |

Чилі: Роберто Кортес, Томас Охеда, Карлос Відаль, Еберардо Вільялобос, Гільєрмо Ріверос, Гільєрмо Сааведра, Карлос Шнебергер, Гільєрмо Субіабре, Артуро Торрес, Касіміро Торрес, Ернесто Чапарро. Тренер — Дьордь Орт.
Франція: Алексіс Тепо, Еміль Венант, Ернест Лібераті, Етьєн Маттле, Марсель Пінель, Марсель Капелль, Огюстен Шантрель, Едмон Дельфур, Селестен Дельмер, Марсель Ланжіє, Александр Віллаплан (). Тренер — Рауль Кодрон.